# Loi tendant à amoindrir le risque de récidive criminelle
Lire en ligne

Sur Légifrance

La loi no 2010-242 du 10 mars 2010 tendant à amoindrir le risque de récidive criminelle et portant diverses dispositions de procédure pénale a modifié légèrement les régimes de la rétention de sûreté, de la surveillance de sûreté, elle a créé un fichier et instauré diverses nouveautés telles que la faculté du juge d'interdire au condamné d'entrer en relation avec la victime.

## Processus législatif
La loi est issue d'un projet de loi du gouvernement Fillon (UMP) annoncé fin 2009 par la garde des Sceaux Michèle Alliot-Marie, à la suite de l'affaire Hodeau du 28 septembre 2009. Adopté par le Parlement le 24 février 2010, le projet tend notamment à modifier le régime de la surveillance de sûreté et à renforcer les possibilités d'imposer la castration chimique aux personnes condamnées pour agression sexuelle.
Le projet de loi a été soumis à la procédure accélérée (une seule lecture par Chambre), étant examiné en novembre 2009 par l'Assemblée nationale , le Sénat ayant adopté le projet de loi amendé le 18 février 2010. Conformément à la procédure accélérée ne prévoyant pas de deuxième lecture, une commission biparlementaire a ensuite établi un texte commun aux deux Chambres.
Ce nouveau projet de loi sur la récidive fait suite à la loi Perben II (qui avait notamment créé le FIJAIS), à la loi du 13 décembre 2005 et à la loi Dati de 2007 (créant la « surveillance de sûreté » et la « rétention de sûreté »).

### Contexte d'élaboration du projet de loi
Le projet de loi a été annoncé le 22 octobre 2009 par le gouvernement Fillon (UMP), qui a engagé la procédure accélérée, la ministre de la Justice Michèle Alliot-Marie annonçant deux jours plus tard, dans Le Figaro magazine, une « loi pour la castration chimique avant la fin de l'année » . Il fait suite non seulement à l'affaire Hodeau du 28 septembre 2009 (viol d'une joggeuse ), mais à la censure partielle de la loi du 25 février 2008 sur la « rétention de sûreté » par le Conseil constitutionnel. Le projet de loi avait été ainsi présenté en Conseil des ministres dès novembre 2008 .
Le gouvernement affirme qu'il y a eu, en 2008, un taux de récidive de 2,6 % pour crimes de viol , ce qui concernerait, selon le député UMP Eric Ciotti, 500 cas par an .
Les principales mesures du projet de loi visent ainsi à réformer la surveillance de sûreté, la rétention de sûreté n'étant applicable, en vertu du principe de non rétroactivité de la loi, que dans une dizaine d'années; applicable immédiatement, celle-là a pour principales mesures l'injonction de soins et le placement sous surveillance électronique mobile (PSEM, ou « bracelet électronique »). La castration chimique devait aussi pouvoir être imposée par le juge, mais cette mesure adoptée par l'Assemblée a été nuancée par le Sénat. Une telle mesure avait déjà été proposée, en vain, par le député UMP Bernard Debré en septembre 2007 .

### État du projet de loi avant son adoption définitive
Tous deux attentifs aux questions pénitentiaires, Jean-Paul Garraud (UMP) et Jean-René Lecerf (UMP)  ont été nommés rapporteurs du projet de loi, respectivement pour l'Assemblée nationale et le Sénat.
Le texte a été adopté par l'Assemblée le 24 novembre 2009 par 325 voix (UMP et Nouveau Centre) contre 201 (PS, Verts et PCF) , suscitant des critiques importantes du Syndicat de la magistrature .
Ce projet de loi, adopté par le Parlement avec la plupart des amendements du Sénat, prévoit notamment :
- d'interdire à l'auteur d'une agression sexuelle, une fois purgé sa peine, d'élire domicile près de son ancienne victime; celui qui outrepasse l'interdiction de « paraître autour du lieu où travaille ou réside la victime ou sa famille » peut être interpellé et retenu au commissariat durant 24 heures [9];
- de contraindre les auteurs d'agression sexuelles à se soumettre à un traitement hormonal, dit de « castration chimique »; en cas d'acceptation d'un tel traitement, le refus ultérieur de s'y soumettre conduirait à être incarcéré à  nouveau dans le cadre de la rétention de sûreté [10];
- de créer un nouveau fichier, intitulé « Répertoire des données à caractère personnel collectées dans le cadre des procédures judiciaires » (RDCPJ), s'appliquant aux « personnes poursuivies ou condamnées pour l'une des infractions pour lesquelles le suivi socio-judiciaire est encouru » (art.  706-56-2 du CPP), et d'élargir les cas d'inscription au FNAEG (fichier national automatisé des empreintes génétiques); le Sénat a limité l'accès au RDCPJ à la seule « autorité judiciaire » [11].
- sur proposition du rapporteur Jean-Paul Garraud et contre l'avis de la Garde des sceaux, Michèle Alliot-Marie, d'étendre le champ de la surveillance de sûreté, introduit par la loi du 25 février 2008, aux personnes condamnées à plus de dix ans de prison (contre 15 précédemment), tandis que la durée de cette mesure passerait de un à deux ans; en cas de non-respect des obligations de la surveillance de sûreté (en particulier du port du bracelet électronique de localisation GPS), la personne serait passible d'une rétention de sûreté. Le Sénat a cependant refusé l'amendement parlementaire, proposé par Eric Ciotti [10], étendant aux personnes condamnées à dix ans de prison la surveillance de sûreté [11].
- l'art. 6a de la loi prévoit que les sections locales de la police et de la gendarmerie soient informées de l'identité et de l'adresse de toute personne ayant été condamnée à une peine de 3 ans ou plus [12]; l'amendement proposé par les députés UMP Richard Mallié et Jacques Pélissard, cosigné par 190 députés de la majorité, et qui visait à donner la possibilité aux maires d'être informés de l'installation sur leur commune d'un condamné pour des « faits graves » [13], a été rejeté par l'Assemblée.
- l'ordonnance du 2 février 1945 sur l'enfance délinquante est modifiée, afin d'introduire la possibilité de l'assignation à résidence par surveillance électronique des mineurs de 16 ans (art. 8 quater du projet de loi adopté par le Sénat le 18 février 2010)

Lors de son examen du projet de loi, le Sénat a affirmé que la prescription d'un traitement hormonal relevait de la compétence exclusive du médecin, et a transformé l'obligation faite aux médecins d'informer le juge du traitement médical suivi par son patient en une simple possibilité, ceci afin de laisser une plus grande latitude à l'observation médicale .